# 広汽本田汽車
広汽本田汽車有限公司（こうきほんだきしゃゆうげんこうし、グァンチーほんだきしゃゆうげんこうし、簡体字：广汽本田汽车有限公司、英字：Guangqi Honda Automobile Co., Ltd.、通称：広汽ホンダ）は、本田技研工業が広汽集団との合弁で設立した中国で四輪自動車の製造と販売を行う会社である。

## 沿革
- 1998年
  - 5月7日 - 広州ガーデンホテルにて広州汽車集団と本田技研工業との合弁契約文書の調印式が行われる。
  - 広汽集団は元々プジョーと合弁事業（広州標致汽車公司）を行っていたが、1997年3月にプジョーが資本を引き上げて撤退したため[1]、新たな合弁パートナーを探していた。
  - 7月1日 - 「広州本田汽車有限公司」が正式に設立。
  - 10月27日 - アコード（雅閣）のテスト生産を開始。
  - 3月26日 - アコードのラインオフ式が行われ、量産を開始。
- 2001年12月20日 - アコードの年間生産台数が5万台を突破。
- 2002年
  - 3月1日 - アコードの累計生産台数が10万台を突破。
  - 4月10日 - オデッセイ（奥徳賽）の生産を開始。
- 2003年
  - 4月21日 - 第10回上海モーターショーにてフィット（飛度）サルーンを発表。
  - 6月27日 - 累計生産台数が20万台を突破。
  - 9月28日 - フィットサルーンの発売を開始。
- 2004年
  - 2月8日 - 黄埔工場の生産能力を年24万台に増強。
  - 3月31日 - 累計生産台数が30万台を突破。
  - 9月22日 - フィット（飛度）ハッチバックを発売開始。発表会は北京、上海、広州、成都、杭州、瀋陽、済南の7都市で同時開催された。
  - 11月9日 - 広州市増城区に第二工場を建設すると発表[2]、21日に起工式が行われた。
- 2005年2月28日 - 累計生産台数が50万台を突破。
- 2006年
  - 4月8日 - フィットサルーンを一部改良し、シティ（思迪）として発売開始。
  - 9月19日 - 第二工場（増城工場）の稼動を開始[3]。
- 2007年
  - 2月10日 - 累計生産台数が100万台を突破。
  - 7月19日 - 広州本田汽車研究開発有限公司 (GHRD) を設立。
- 2008年
  - 4月20日 - 第10回北京モーターショーにて自主ブランド「理念」の創設を発表。
  - 12月12日 - 広州天河スポーツセンターにて創立十周年記念式典を開催。この式典において新型シティ（鋒範）を発表。
- 2009年
  - 4月20日 - 上海モーターショーにおいて「広州本田汽車有限公司」から「広汽本田汽車有限公司」への社名変更を発表（6月5日付で正式に変更）。
  - 11月23日 - アコードの累計販売台数が100万台を突破[4]。
- 2010年
  - 3月1日 - 累計生産台数が200万台を突破。
  - 5月25日 - 増城工場の生産能力を年12万台から24万台に倍増する計画を発表。
  - 10月30日 - クロスツアー（歌詩図）を発売開始。
  - 12月20日 - 第8回広州国際モーターショーにて理念・S1を発表[5]。
- 2011年
  - 4月17日 - 理念・S1の発売を開始[6]。
  - 同年末 - 増城工場の拡張が完了。
- 2013年
  - 4月20日 - 上海モーターショーにてクライダー（凌派）を発表[7]。
  - 5月28日 - 増城工場の敷地内に新たに完成車の第3生産ラインおよびエンジン工場を着工[8]。
  - 7月18日 - 広汽集団とホンダがアキュラ事業で基本合意した。2016年に広汽ホンダでアキュラ車の生産を開始することを目標とする[9]。
- 2023年12月 - 販売低迷を背景に工場の派遣従業員約900人の人員削減を実施[10]。
- 2024年5月 - 希望退職者を募集。従業員の14％に相当する1700人が応募[11]。

## 自主ブランド「理念」
理念（英語名：Everus）は、広汽ホンダが展開する自動車ブランドである。2008年にブランド創設が発表されたが、中国市場において外資との合弁会社による自主ブランドはこれが最初である。
2008年4月20日、広州ホンダは第10回北京モーターショーにて自主ブランド「理念」の創設と同ブランドの最初のコンセプトモデル（クロスオーバー型）を発表した。続いて同年11月18日には第6回広州国際モーターショーにて第2弾コンセプト（ロードスター型）を出展。そして2010年4月の第11回北京モーターショーでは、セダン型の第3弾コンセプトが出展され、同時に「Everus」という英語名も発表された。
2010年12月20日、理念の最初の市販車であるS1が第8回広州国際モーターショーで発表され、翌2011年4月17日より発売を開始した。S1は旧型となった4代目ホンダ・シティ（フィットアリア）を基にしており、エンブレムやグリルなど小規模な外観変更を施し、1.3Lまたは1.5Lのエンジンを搭載している。S1は中国内陸部の若年層や新興中間層の獲得を狙いとし、希望小売価格は既存車種を下回る6.98万元～に設定された。
2013年4月20日、上海モーターショーにて大幅なフェイスリフトを受けたS1が発表され、同年5月27日より発売を開始した。

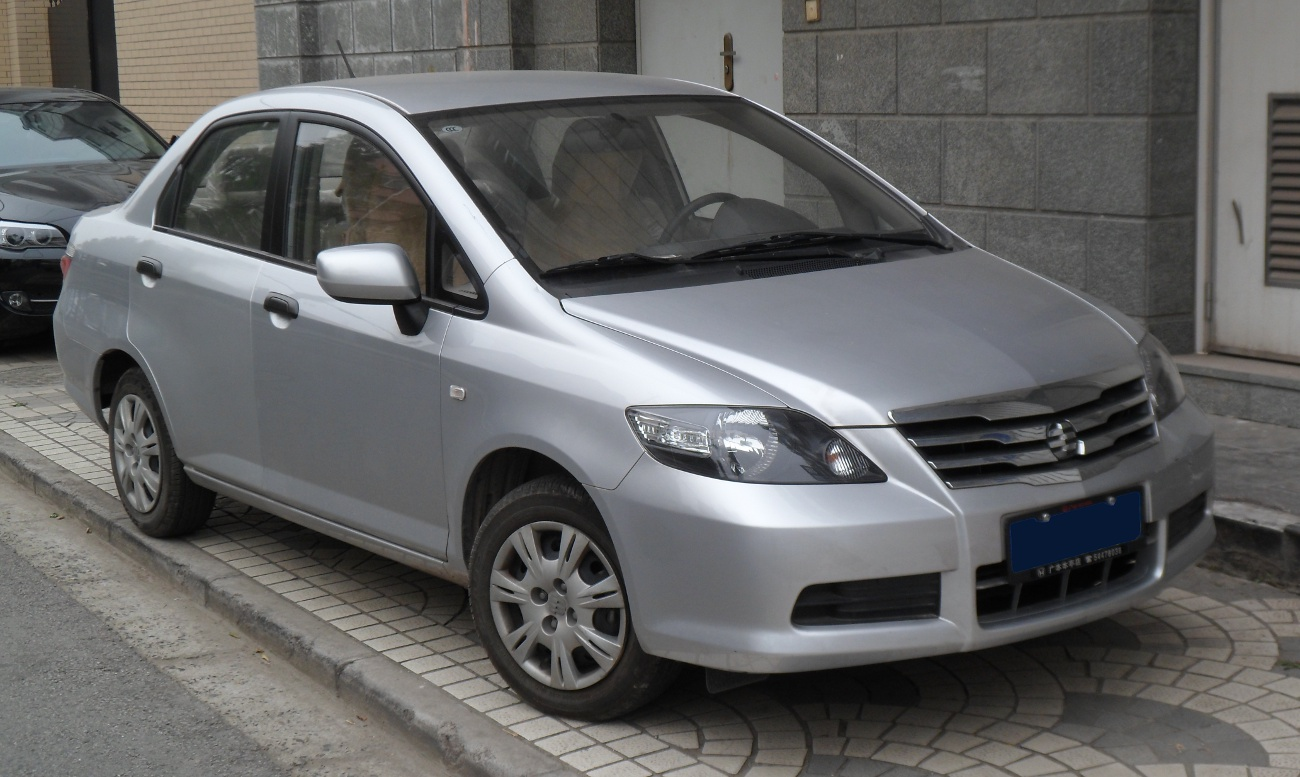
理念・S1（前期型、フロント）
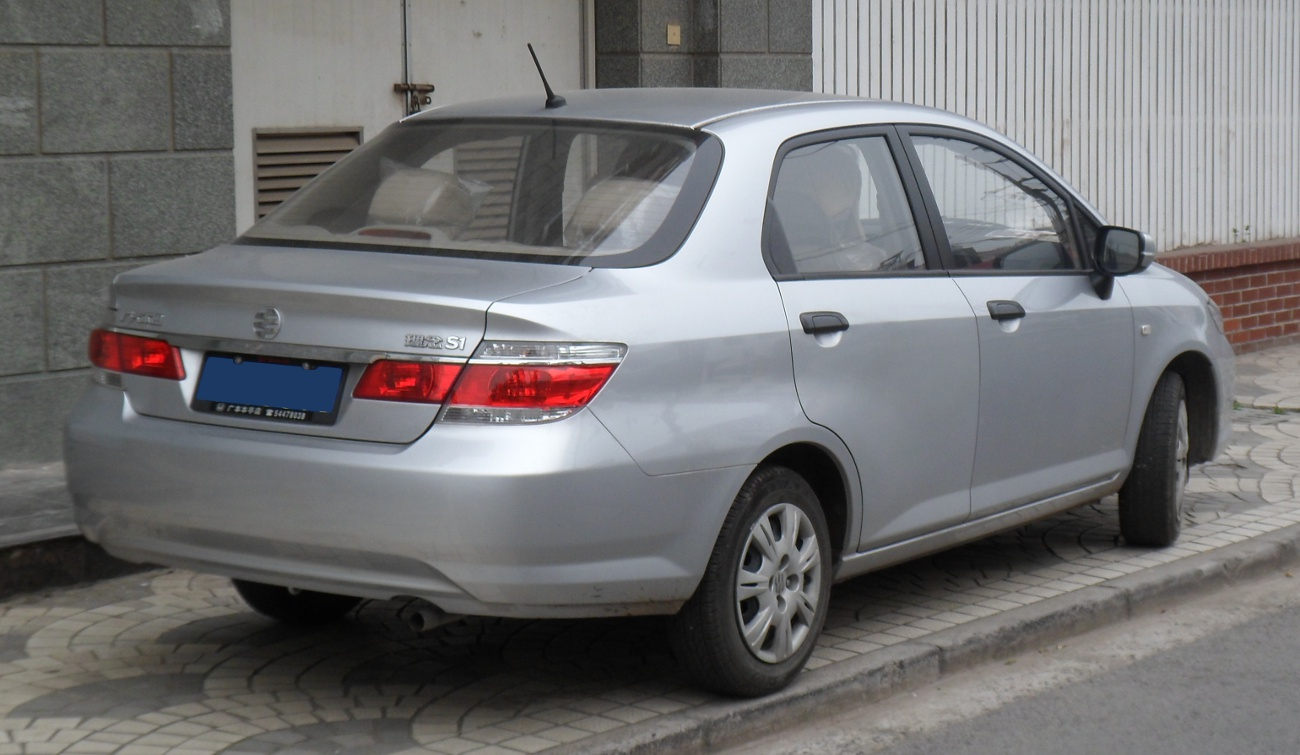
理念・S1（前期型、フロント）
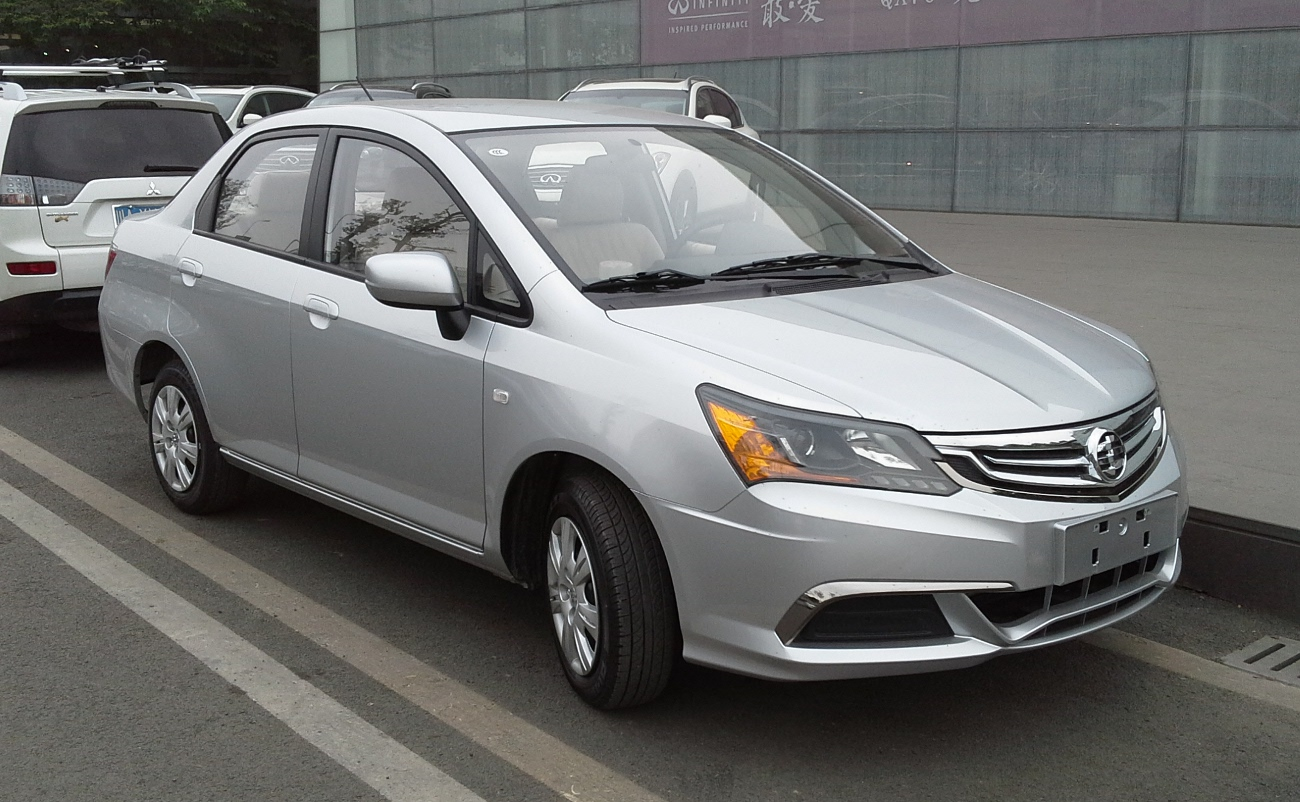
理念・S1（後期型、フロント）
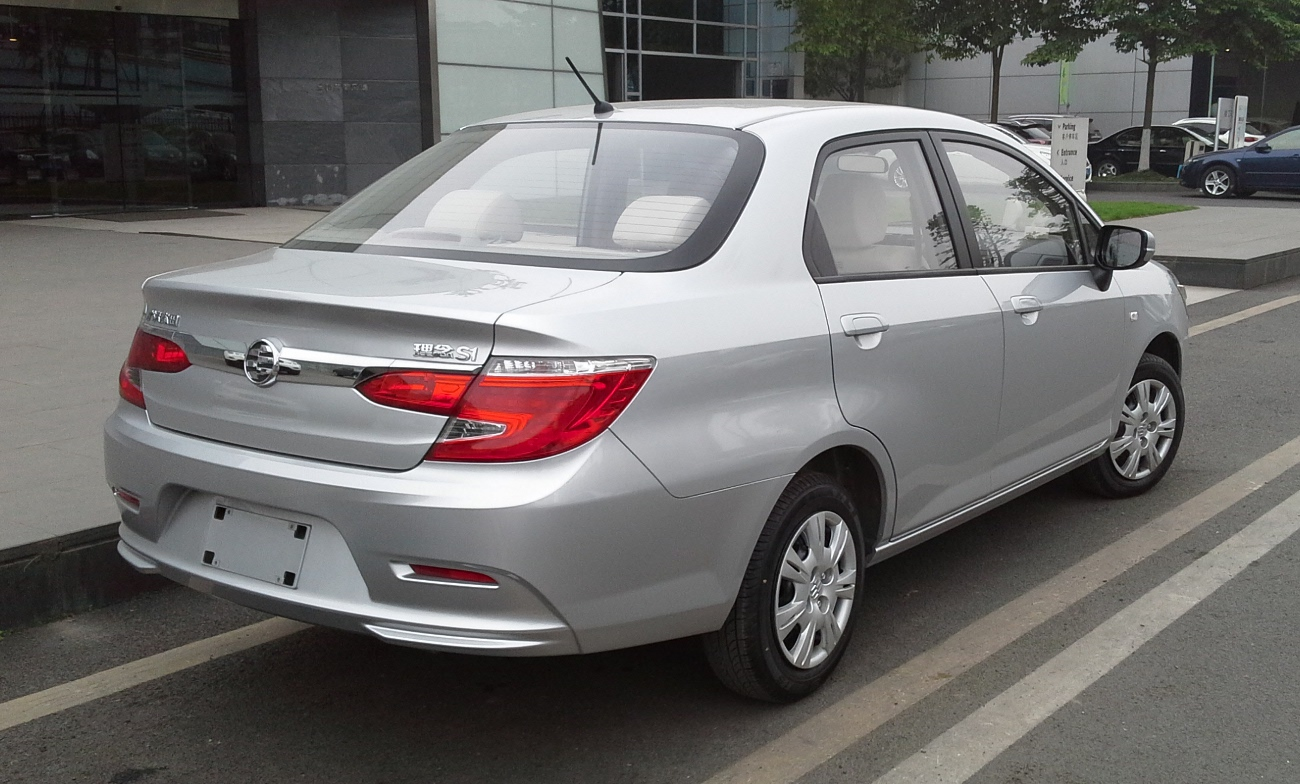
理念・S1（後期型、フロント）

## 生産車種
- フィット（飛度,2004～）
- シティ（鋒範,2006～） - 旧名：フィットサルーン
- クライダー（凌派,2013～）
- アコード/アコードハイブリッド（雅閣/雅閣 鋭・混動,1998～）
- オデッセイ（奥徳賽,2002～） - 東風本田汽車で生産・販売される2代目エリシオン（艾力紳）はボディを共用する兄弟車。
- ヴェゼル（繽智,2014～）
- ZR-V (2023〜)
- ブリーズ (皓影,2019〜)
- クロスツアー（歌詩図,2010～2016）
- アヴァンシア（冠道,2016～） - クロスツアー後継
- インテグラ（型格,2021〜)
- ホンダ・e:NP1 (2022〜)
- 理念・S1（2011～）
- アキュラ・CDX（2016～）
- アキュラ・TLX-L（2018～）
- アキュラ・RDX（2018～）

フィットハイブリッド（GP1）とCR-Zについては日本からの完成車輸入での販売となるため、前車は17.98万元（日本円で約350万円）、後車は28.88万元（同約560万円）と非常に高価である（と同時に、後車は広汽本田汽車のラインナップで最も高価な車種でもある）。